# Carmichael (kráter)

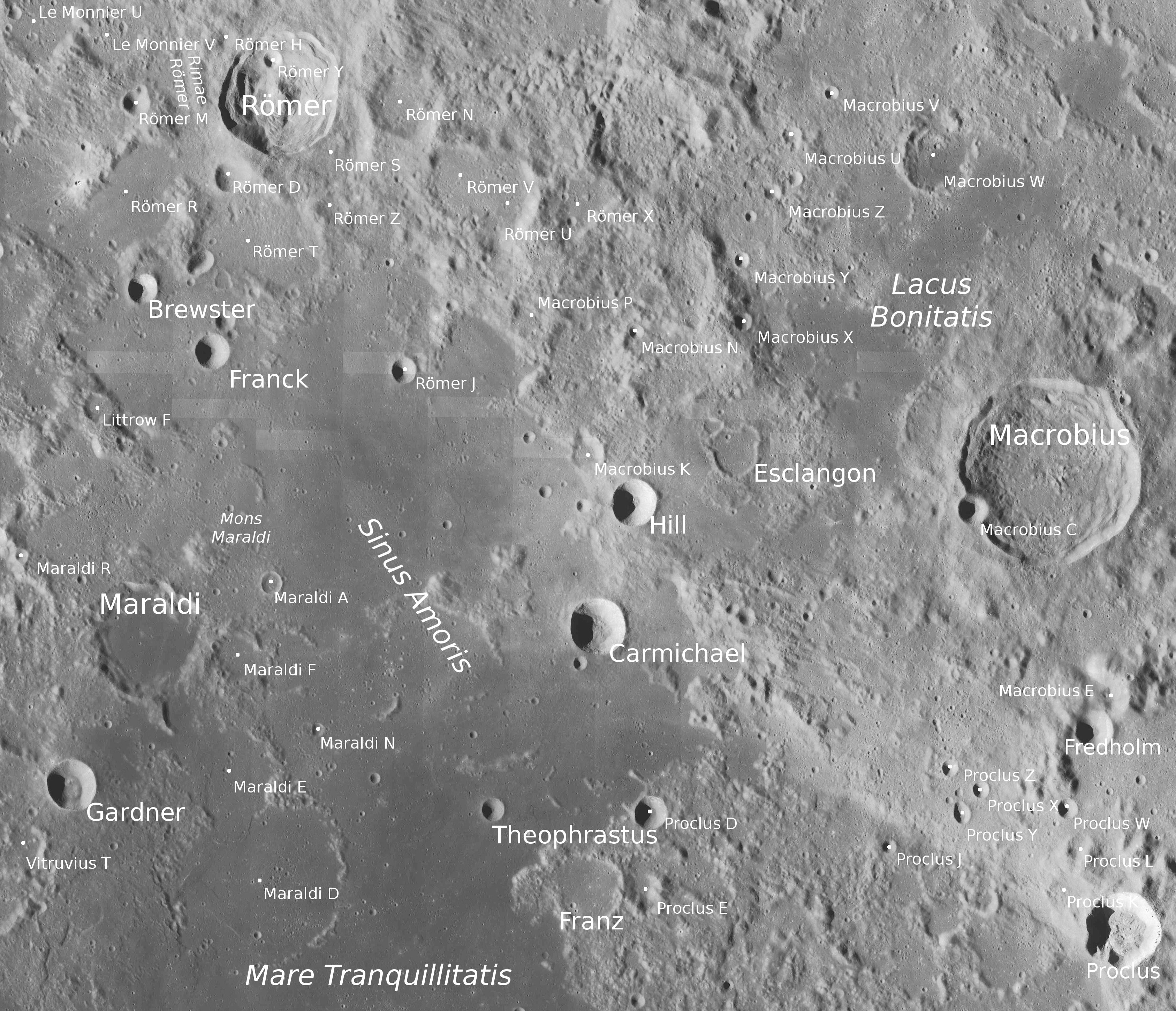
Kráter Carmichael a okolí.

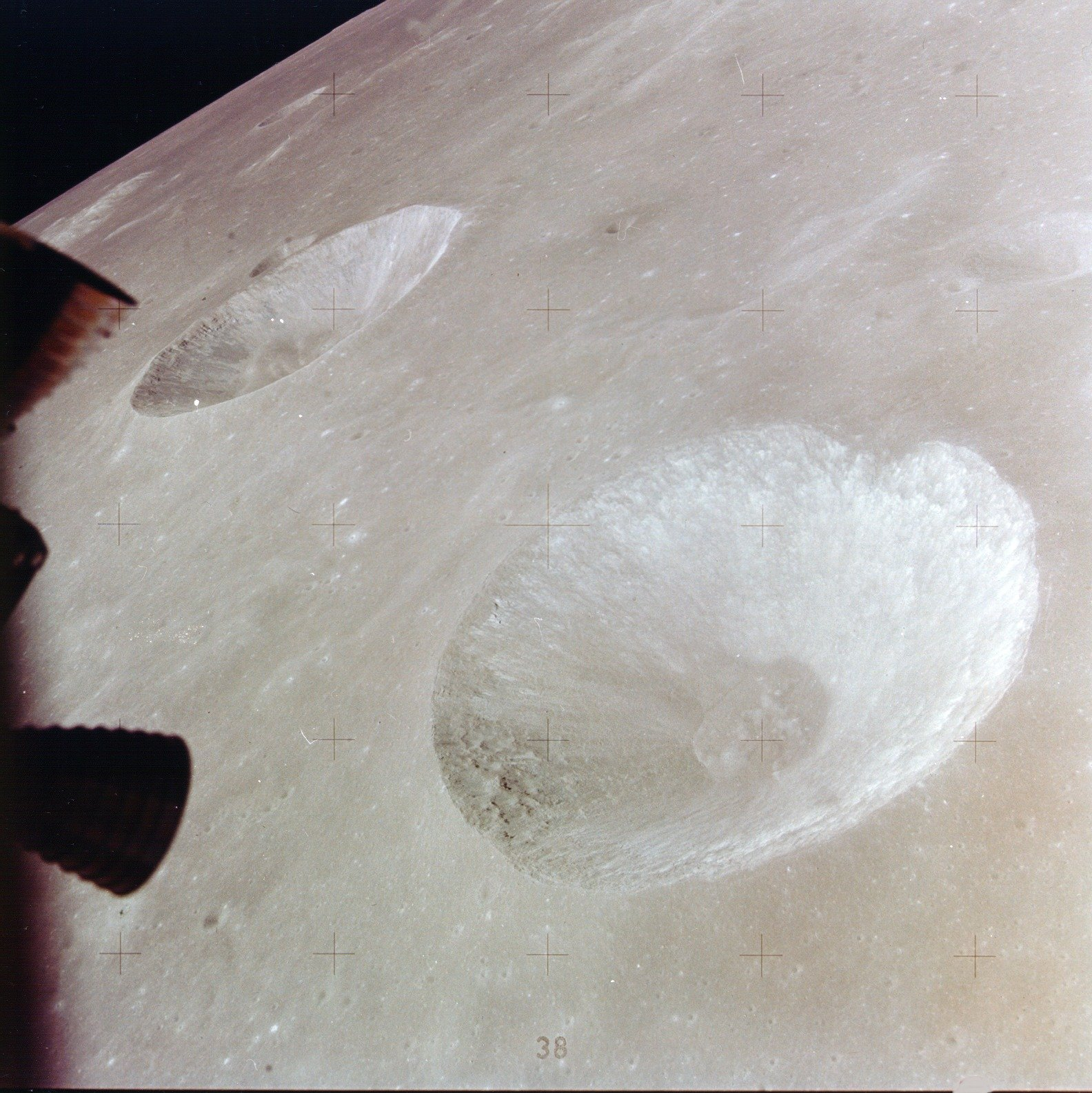
Krátery Carmichael (vlevo nahoře) a Hill vyfotografované z Apolla 15.

Carmichael je impaktní kráter nacházející se u východního okraje Sinus Amoris (Záliv lásky) na přivrácené straně Měsíce. Má průměr 20 km, pojmenován je podle amerického psychologa Leonarda Carmichaela. Je kruhovitého tvaru se svažujícími se stěnami a malou plochou dna kolem středu. Jeho jihojihozápadního okrajového valu se dotýká malá kráterová jamka. 

Než jej Mezinárodní astronomická unie v roce 1973 přejmenovala, nesl název Macrobius A.
Západně leží kráter Maraldi, severoseverovýchodně Hill, východoseverovýchodně komplexní kráter Macrobius. Jihozápadně se nachází kráter Theophrastus a jižně lávou zatopený a značně rozrušený kráter Franz.